# Prunus mongolica
Prunus mongolica — вид квіткових рослин із підродини мигдалевих (Amygdaloideae).

## Біоморфологічна характеристика
Це розгалужений листопадний кущ заввишки 100–200 см. 

## Поширення, екологія
Росте на півдні Монголії й на півночі Китаю (Ганьсу, Ней Монгол, Нінся). Населяє пагорби в пустелі чи пустельних луках, кам'янисті схили, сухі русла річок; на висотах від 1000 до 2400 метрів.

## Використання
Рослина має потенціал для використання в схемах відновлення землі в її рідному середовищі існування з метою запобігання та припинення опустелювання.